# K-League de 2001
A K-League de 2001 foi a 19º edição da principal divisão de futebol na Coreia do Sul, a K-League. A liga começou em março e terminou em novembro de 2001. 
Dez times participaram da liga. O Seongnam Ilhwa Chunma foi o campeão pela quarta vez.

## Classificação final
| Pos | Time                    | Pts | JG | V  | E  | D  | GM | GS | SG  | notas   |
| --- | ----------------------- | --- | -- | -- | -- | -- | -- | -- | --- | ------- |
| 1.  | Seongnam Ilhwa Chunma   | 45  | 27 | 11 | 12 | 4  | 35 | 20 | +15 | Campeão |
| 2.  | Anyang LG Cheetahs      | 43  | 27 | 11 | 10 | 6  | 30 | 23 | +7  |         |
| 3.  | Suwon Samsung Bluewings | 41  | 27 | 12 | 5  | 10 | 40 | 35 | +5  |         |
| 4.  | Busan I'Cons            | 41  | 27 | 10 | 11 | 6  | 38 | 33 | +5  |         |
| 5.  | Pohang Steelers         | 38  | 27 | 10 | 8  | 9  | 28 | 29 | -1  |         |
| 6.  | Ulsan Hyundai Horang-i  | 36  | 27 | 10 | 6  | 11 | 34 | 39 | -5  |         |
| 7.  | Bucheon SK              | 35  | 27 | 7  | 14 | 6  | 29 | 29 | 0   |         |
| 8.  | Chunnam Dragons         | 28  | 27 | 6  | 10 | 11 | 28 | 33 | -5  |         |
| 9.  | Jeonbuk Hyundai Motors  | 25  | 27 | 5  | 10 | 12 | 23 | 33 | -10 |         |
| 10. | Daejeon Citizen         | 25  | 27 | 5  | 10 | 12 | 25 | 36 | -11 |         |

## Artilheiros
| Ranking | Jogador        | Clube                   | Gols | Jogos |
| ------- | -------------- | ----------------------- | ---- | ----- |
| 1       | Sandro Cardoso | Suwon Samsung Bluewings | 13   | 22    |
| 2       | Paulinho       | Ulsan Hyundai Horang-i  | 11   | 22    |
| =       | Woo Sung-Yong  | Busan I'Cons            | 11   | 22    |
| =       | Seo Jung-Won   | Suwon Samsung Bluewings | 11   | 25    |
| 5       | Saša Drakulić  | Seongnam Ilhwa Chunma   | 10   | 25    |
| 6       | Park Jung-Hwan | Anyang LG Cheetahs      | 9    | 16    |
| =       | César          | Chunnam Dragons         | 9    | 26    |
| =       | Nam Ki-Il      | Bucheon SK              | 9    | 27    |
| 9       | Tico           | Chunnam Dragons         | 8    | 23    |
| =       | Goran Petreski | Pohang Steelers         | 8    | 25    |
| =       | Ricardo Campos | Anyang LG Cheetahs      | 8    | 25    |
| =       | Kim Do-Hoon    | Jeonbuk Hyundai Motors  | 8    | 26    |